# Hashikami
Hashikami (japanska: 東北町?, Hashikami-chō) är en landskommun (köping) i Aomori prefektur i Japan.  